# Tanutamon
Tanutamon, Tanutamen, Tanutami, Tanwetamani, Tanuntamani o Tanuetamani fou el darrer faraó de la dinastia XXV de l'antic Egipte (664-653 aC). Va governar 11 anys.
Fou fill de Shabaka i nebot de Taharqa. Era a Núbia però aprofitant la sortida dels assiris d'Egipte el 664 aC, envaí el país i va sotmetre l'Alt Egipte i es va acostar al Delta. Llavors els assiris van enviar un exèrcit i el van rebutjar cap al sud. Va intentar mantenir Tebes però els assiris la van conquerir i van matar molta gent i destruir temples i els nubians ja no van tornar a Egipte, i Tanutami va governar només a Napata (Núbia) fins a la seva mort vers 653 aC.
Fou enterrat a Al-Kurru, en cambres bellament decorades amb pintures. Una estàtua del rei s'ha trobat a Djebel Barkal i fou traslladada al Museu d'art de Toledo (Ohio) però li falta el cap.
| Predecessor: Taharqa | Faraó Dinastia XXV | Successor: Necó I (Dinastia XXVI) |